# Giuseppe Andrich
Giuseppe Andrich (ur. 28 marca 1940 w Canale d’Agordo) – włoski duchowny katolicki, biskup Belluno-Feltre w latach 2004-2016.

## Życiorys
Święcenia kapłańskie otrzymał 28 czerwca 1965 i został inkardynowany do diecezji Belluno-Feltre. Był m.in. diecezjalnym asystentem młodzieżowej sekcji Akcji Katolickiej, nauczycielem w instytucie technicznym w Belluno, wykładowcą liturgiki w seminarium, a także wikariuszem generalnym diecezji i jej administratorem po śmierci bp. Vincenzo Savio.
29 maja 2004 papież Jan Paweł II mianował go ordynariuszem diecezji Belluno-Feltre. Sakry biskupiej udzielił mu ówczesny patriarcha Wenecji - Angelo Scola.
10 lutego 2016 przeszedł na emeryturę, a jego następcą został ksiądz Renato Marangoni.